# دیوید رمنیک
دیوید رمنیک (انگلیسی: David Remnick؛ زادهٔ ۲۹ اکتبر ۱۹۵۸) روزنامه‌نگار، نویسنده، و سردبیر آمریکایی است. دیوید رمنیک در سال ۱۹۹۴ به خاطر نگاشتن کتاب آخرین روزهای امپراتوری شوروی جایزه پولیتزر را تصاحب کرد. وی از سال ۱۹۹۸ تا کنون سردبیر مجله معتبر نیویورکر است. رمنیک پیش از پیوستن به مجله نیویورکر، خبرنگار روزنامه واشینگتن پست در مسکو بود.
رمنیک در سال ۱۹۸۱ در رشته ادبیات تطبیقی در دانشگاه پرینستون دانش‌آموخته شد و پس از ملاقاتی که با جان مک‌فی داشت به عضویت باشگاه خبرنگاران دانشگاه پرینستون درآمد. پس از دانش‌آموختگی در دانشگاه پرینستون، دیوید رمنیک همواره به صورت ضمنی ابراز کرده بود که قصد دارد رمان بنویسد، اما به دلیل بیماری پدر و مادرش و نبود شغلی مطمئن برای تأمین مخارج این راه، بیشتر تمرکز خود را بر روی خبرنگاری نهاد که بعدها توانست در روزنامه واشینگتن پست شغلی برای خود دست و پا کند.